# 臨時臺灣糖務局
臨時臺灣糖務局，為臺灣總督府的外局，設立於1902年6月17日，掌管臺灣的製糖產業事務。在其設置期間，臺灣的蔗糖品質與產量大幅皆提升，在糖業改良的目標達成後，臨時臺灣糖務局於1911年10月16日廢止，改組為殖產局糖務課。

## 沿革
1901年9月，民政部殖產課長新渡戶稻造提出了《糖業改良意見書》，其意見獲時任臺灣總督兒玉源太郎採納後，先於1901年11月9日在臺南小西門外設立殖產局臺南出張所、甘蔗試驗苗圃與麻豆出張所附屬甘蔗試作場，專門負責糖業改良與獎勵事業。臺灣總督府隨後在1902年6月14日頒布《糖業獎勵規則》，並在同月17日公告《臨時臺灣糖務局官制》，成立臨時臺灣糖務局於台北，殖產局臺南出張所改為臨時臺灣糖務局臺南支局（原址為臺南警察署），並附設嘉義、鹽水港、鳳山、阿猴與斗六出張所，但出張所於1905年6月即廢止。當時的臺灣甘蔗產地僅限於濁水溪以南，由於當時南北來往的交通尚不發達，於是1907年6月，臨時臺灣糖務局移至台南，並廢除臺南支局，在臺北改設分室，處理庶務業務。直至1908年的縱貫鐵路開通，以及甘蔗生產逐漸往北擴展，臨時臺灣糖務局於1908年11月再度遷往臺北，同時將臺北分室廢止。
在甘蔗品種改良、新式製糖工場逐漸設立，以及政府糖業獎勵的政策之下，糖的品質與產量快速上升。由於糖度檢定於買賣中標準不一，臺灣糖業聯合會向臺灣總督府要求設立糖度檢定機關，於是臨時臺灣糖務局於1911年設立高雄出張所，負責檢糖業務，此為高雄檢糖支所的前身。甘蔗大量耕作導致了甘蔗種植與其他作物的競爭關係，中央亦開始在討論獨立糖務機構的必要性。臺灣總督府在1911年10月16日廢止了臨時臺灣糖務局，同時在民政部殖產局內設置糖務課，繼承糖務局的業務。

## 影響
在臨時臺灣糖務局設立的近十年間，其大幅改善蔗糖品質，並傳統糖廍製糖的方式幾乎全面近代化，並使新式製糖的版圖越過濁水溪以北。臺灣甘蔗產量接近日本國民消費總額，逐漸取代了輸入至日本的爪哇糖，大量的糖輸出，也有效幫助台灣總督府財政獨立。在日俄戰爭至糖務局裁撤前所設立的11家新式製糖會社中，有7家會社聘請糖務局技師、事務官或囑託擔任製糖會社要員，並主導草創時期的經營方向。